# Guerra Luso-Mogor (1692-1693)
A Guerra Luso-Mogor de 1692 a 1693 foi um breve conflito entre o Estado Português da Índia, e o Império Mogor, despoletado pelo general mogor Matabar Cão contra os portugueses estabelecidos na praça-forte de Baçaim e em seu redor, na Província do Norte.

## Contexto
Aquando das guerras entres os maratas e os mogores, a região costeira do Concão serviu de base às actividades dos maratas dado que servia para lançar razias contra os mogores estabelecidos no planalto do Decão, no centro da Índia. Uma destas bases era a fortaleza de Sidhgarh a 29 milhas a sudeste de Mahuli, que o general mogor Matabar Cão conquistou a 20 de Outubro. Ao chegar-lhes notícia da tomada de Sidhgarh, os generais maratas Khandoji e Damaji Naryan partiram de Rajmachi com um exército e sitiaram Sidhgarh, ocupando ao mesmo tempo as aldeias abaixo da fortaleza mas reforços mogores chegaram pouco depois e obrigaram os maratas a bater em retirada após uma porfiada batalha.
Os maratas em fuga refugiaram-se em território português com as suas famílias. Os mogores acusaram o capitão-geral Tristão de Melo, em Salcete, de favorecer os maratas e de lhes fornecer armas ou mantimentos.

## Decorrer das hostilidades
Os portugueses recusaram dar aos mogores autorização para atacarem os maratas refugiados no seu território. Mediante o pretexto de que os portugueses favoreciam os maratas, Matabar Cão invadiu o território português no Concão, afugentou da região os camponeses para território mogor e cativava quantas famílias encontrava.  Segundo Khafi Khan, Matabar Cão conquistou duas fortalezas e incendiou uma igreja nos arredores de Baçaim mas parou em Bahadurpura para pedir reforços ao imperador Aurangzeb. Os habitantes da região de Uran colocaram-se do lado dos Mogores, assim como outros inimigos dos portugueses.
Enquanto isto se sucedia, o vice-rei da Índia enviou uma carta a Aurangzeb com presentes aos seus ministros. O vice-rei lembrou aos mogores as antigas relações entre eles bem como a cooperação militar num anterior conflitou, e revelou-se-lhe fácil obter a cessação das hostilidades por via diplomática. O vice-rei rejeitou qualquer envolvimento com os maratas, que os mogores aceitaram.
Mandou por isso Aurangzeb que cessassem as hostilidades e que libertassem quaisquer prisioneiros portugueses, pois conflito com os europeus afectava-lhe o comércio e causava-lhe prejuízos. O general Matabar Cão procurou impedir isto e explicar a sua conduta mas falhou no seu intento.